# Episodi di Homicide (sesta stagione)
La sesta stagione della serie televisiva Homicide è stata trasmessa in anteprima negli Stati Uniti d'America dalla NBC tra il 17 ottobre 1997 e l'8 maggio 1998.
| nº | Titolo originale          | Titolo italiano | Prima TV USA     | Prima TV Italia |
| -- | ------------------------- | --------------- | ---------------- | --------------- |
| 1  | Blood Ties (Part 1)       |                 | 17 ottobre 1997  |                 |
| 2  | Blood Ties (Part 2)       |                 | 24 ottobre 1997  |                 |
| 3  | Blood Ties (Part 3)       |                 | 31 ottobre 1997  |                 |
| 4  | Birthday                  |                 | 7 novembre 1997  |                 |
| 5  | Baby, It's You            |                 | 14 novembre 1997 |                 |
| 6  | Saigon Rose               |                 | 21 novembre 1997 |                 |
| 7  | The Subway                |                 | 5 dicembre 1997  |                 |
| 8  | All Is Bright             |                 | 12 dicembre 1997 |                 |
| 9  | Closet Cases              |                 | 2 gennaio 1998   |                 |
| 10 | Sins of the Father        |                 | 9 gennaio 1998   |                 |
| 11 | Shaggy Dog, City Goat     |                 | 16 gennaio 1998  |                 |
| 12 | Something Sacred (Part 1) |                 | 30 gennaio 1998  |                 |
| 13 | Something Sacred (Part 2) |                 | 30 gennaio 1998  |                 |
| 14 | Lies and Other Truths     |                 | 6 marzo 1998     |                 |
| 15 | Pit Bull Sessions         |                 | 13 marzo 1998    |                 |
| 16 | Mercy                     |                 | 20 marzo 1998    |                 |
| 17 | Abduction                 |                 | 27 marzo 1998    |                 |
| 18 | Full Court Press          |                 | 3 aprile 1998    |                 |
| 19 | Strangled, Not Stirred    |                 | 10 aprile 1998   |                 |
| 20 | Secrets                   |                 | 17 aprile 1998   |                 |
| 21 | Finnegan's Wake           |                 | 24 aprile 1998   |                 |
| 22 | Fallen Heroes (Part 1)    |                 | 1º maggio 1998   |                 |
| 23 | Fallen Heroes (Part 2)    |                 | 8 maggio 1998    |                 |